# Moses Chikwalakwala
Moses Chikwalakwala (Mufulira, 28 agosto 1969 – Oceano Atlantico, 27 aprile 1993) è stato un calciatore zambiano, di ruolo centrocampista.

## Carriera

### Nazionale
Scese in campo 5 volte con la maglia della propria Nazionale.

## Morte
Perì, assieme ai suoi compagni di Nazionale, il 27 aprile 1993 nel disastro aereo dello Zambia.